# Siegburg
Siegburg es un municipio situado en el distrito de Rin-Sieg, en el estado federado de Renania del Norte-Westfalia (Alemania), con una población a finales de 2016 de unos 41 034 habitantes.
Se encuentra ubicado al sur del estado, en la región de Colonia, cerca de la orilla del río Sieg —un afluente derecho del Rin—, de la ciudad de Bonn y al norte del estado de Renania-Palatinado.